# Jugoszláviai magyar hadifoglyok a második világháborúban
A jugoszláviai magyar hadifoglyok a második világháborúban azok a Délvidékről sorozott magyar honvédek, akik a második világháború során szovjet hadifogságba kerültek. A háború után csak egy részük térhetett vissza szülőföldükre és sorsukról máig csak részadatokat tárt fel a kutatás.

## Történet
Sajti Enikő történész kutatásai szerint az 1947 májusa és 1948 márciusa között Magyarországra szállított mintegy százezer magyar hadifogoly közt 16 620 olyan volt, akik nem a bécsi döntések előtti magyarországról származtak és közülük 1574 volt jugoszláviai.
A délvidékiek először a Máramarosszigeten és Debrecenben felállított gyűjtőtáborokba kerültek, majd a külön számukra a szegedi idegklinikán kialakított táborba. Átvételükre jugoszláv belügyi tisztek érkeztek, akik a "fasiztákat" igyekeztek kiszűrni. Mindössze 600 embert engedtek közülük Jugoszláviába.
1948. szeptember 26-án Burai Lajosné feketicsi özvegyasszony a magyar kormányhoz írott levelében kért segítséget a délvidéki magyar anyák mozgalmának elindításához azért, hogy a hadfoglyok hazatérhessenek. „Ott hevernek, amint írják, hogy ővelük nem törődik senki. Romániai, csehszlovákiai és magyarországi magyarok is hazamentek, ők, jugoszláviai magyarok lágerba vannak téve, és nem tudják, mi lesz velük” – írta. A levelet azonban nem használták fel. A két ország közt kiéleződött politikai feszültségek miatt a hadifoglyok hazaszállításának ügye 1948 tavasza és 1949 februárja között megrekedt.
1948 decemberében Szántó Zoltán belgrádi magyar követ erőteljes hangú jegyzékben sürgette a délvidéki hadifoglyok átvételét. Végül a jugoszlávok még 531 foglyot átvettek.
Az ezután is Magyarországon rekedteket internálták és azt is megtiltották nekik, hogy családjukkal érintkezzenek. 1954-ben 25-üknek végül engedélyt adtak a levelezésre és ők később haza is mehettek. a többiek sorsáról nincs adat. Nem ismert, pontosan hány délvidéki szolgált a magyar hadseregben és közülük más úton hazajutottak-e mások. 1948 után a hivatalos szovjet források szerint még sok ezer magyar hadifogoly maradt a szovjet táborokban – nem ismert, köztük mennyien voltak délvidékiek.
Hivatalos magyar-jugoszláv hadifogoly-egyezmény a békeszerződések előírása ellenére sem született. Az 1941 áprilisa, a Délvidék Magyarországhoz csatolása után betelepülteket – főleg székely, csángó, magyar és vitézi telepesek, illetve hivatalnokok – a fegyverszüneti egyezmény alapján eleve kiutasították Jugoszláviából. A korábban ott lakók közül sokakat arra hivatkozva nem engedtek vissza, hogy fasiszták voltak.